# Sicyonia laevis
Sicyonia laevis is een tienpotigensoort uit de familie van de Sicyoniidae. De wetenschappelijke naam van de soort is voor het eerst geldig gepubliceerd in 1881 door Spence Bate.